# Cantico di Abacuc
Il cantico di Abacuc (o per intero Preghiera del Profeta Abacuc in tono di lamentazione) è un cantico contenuto nell'Antico Testamento attribuito al profeta Abacuc, e contenuto nel Libro del Profeta Abacuc 3.
Fondamentalmente si può dividere in tre grandi blocchi, a livello di argomenti:
1. Versetti 2-7. Nella prima parte della Preghiera, Abacuc descrive la Teofania, ossia la manifestazione di Dio, in tono apocalittico. La visione di Dio viene infatti accompagnata da pestilenze, terremoti, frane di montagne ed altri terribili eventi che vogliono far intendere il potere immenso di Dio.
2. Versetti 8-17. La seconda parte continua l'argomento della prima: lo stesso evento (la manifestazione di Dio) negli stessi toni apocalittici e disastrosi. Rispetto alla prima, tuttavia, il tutto assume una forma più "poetica". Sembra quasi di leggere una poesia anziché un cantico, per il ritmo regolare e gradevole e l'utilizzo di versi "musicali".
3. Versetti 18-19. Il finale perde il tono apocalittico dell'inizio e lo stile ricorda molto i Salmi di Davide, anzi a volte riprendono le stesse frasi

Il versetto conclusivo è una comunicazione tecnica, che indica come andrebbe eseguito il cantico.

## Testo italiano
Ecco il testo del Cantico secondo la versione CEI/Gerusalemme. I tre blocchi sono suddivisi.
Signore, ho ascoltato il tuo annunzio,
Signore, ho avuto timore della tua opera.
Nel corso degli anni manifestala,
falla conoscere nel corso degli anni.
Nello sdegno ricordati di avere clemenza.
Dio viene da Teman, il Santo dal monte Paràn. Pausa
La sua maestà ricopre i cieli,
delle sue lodi è piena la terra.
Il suo splendore è come la luce,
bagliori di folgore escono dalle sue mani:
là si cela la sua potenza.
Davanti a lui avanza la peste,
la febbre ardente segue i suoi passi.
Si arresta e scuote la terra,
guarda e fa tremare le genti;
le montagne eterne s'infrangono,
e i colli antichi si abbassano:
i suoi sentieri nei secoli.
Ho visto i padiglioni di Cusàn in preda a spavento,
sono agitate le tende di Madian.
Forse contro i fiumi, Signore,
contro i fiumi si accende la tua ira
o contro il mare è il tuo furore,
quando tu monti sopra i tuoi cavalli,
sopra i carri della tua vittoria?
Tu estrai il tuo arco e ne sazi di saette la corda. Pausa
Fai erompere la terra in torrenti;
i monti ti vedono e tremano,
un uragano di acque si riversa,
l'abisso fa sentire la sua voce.
In alto il sole tralascia di mostrarsi,
e la luna resta nella sua dimora,
fuggono al bagliore delle tue saette,
allo splendore folgorante della tua lancia.
Sdegnato attraversi la terra,
adirato calpesti le genti.
Sei uscito per salvare il tuo popolo,
per salvare il tuo consacrato.
Hai demolito la cima della casa dell'empio,
l'hai scalzata fino alle fondamenta. Pausa
Con i tuoi dardi hai trafitto il capo dei suoi guerrieri
che irrompevano per disperdermi
con la gioia di chi divora il povero di nascosto.
Hai affogato nel mare i suoi cavalli
nella melma di grandi acque.
Ho udito e fremette il mio cuore,
a tal voce tremò il mio labbro,
la carie entra nelle mie ossa
e sotto di me tremano i miei passi.
Sospiro al giorno dell'angoscia
che verrà contro il popolo che ci opprime.
Il fico infatti non germoglierà,
nessun prodotto daranno le viti,
cesserà il raccolto dell'olivo,
i campi non daranno più cibo,
i greggi spariranno dagli ovili
e le stalle rimarranno senza buoi.
Ma io gioirò nel Signore,
esulterò in Dio mio salvatore.
Il Signore Dio è la mia forza,
egli rende i miei piedi come quelli delle cerve
e sulle alture mi fa camminare.
Per il maestro del coro. Su strumenti a corda.

## Il Cantico nella Bibbia e nella Liturgia

### Il Cantico nella Bibbia
La frase del versetto 18 (esulterò in Dio mio salvatore) è probabilmente ripresa dalla Madonna quando recita il Magnificat (Lc 1,47).

### Il Cantico nella Liturgia
Il venerdì mattina alle lodi mattutine il cantico viene recitato tra i due salmi.